# Rudolf von Frommel
Rudolf Ritter von Frommel (17. svibnja 1857. -  12. srpnja 1921.) je bio njemački general i vojni zapovjednik. 
Rođen je 17. svibnja 1857. godine. Prije Prvog svjetskog rata zapovijedao je 1. konjičkom brigadom smještenom u Münchenu. U ožujku 1910. postaje glavnim inspektorom bavarskih konjičkih jedinica koju dužnost obavlja sve do ožujka 1913. godine.
Na početku Prvog svjetskog rata Frommel postaje zapovjednikom III. konjičkog korpusa koji se nalazio u sastavu 6. armije kojom je zapovijedao bavarski princ Rupprecht. Zapovijedajući navedenim korpusom Frommel sudjeluje u Graničnim bitkama.
Mjesec dana nakon početka rata Frommel je zajedno sa svojim korpusom premješten na Istočno bojište u sastav novoformirane 9. armije kojom je zapovijedao August von Mackensen. U sastavu 9. armije Frommel sudjeluje u Bitci na Visli i Bitci kod Lodza. U studenom 1916. korpus kojim je Frommel zapovijedao je reorganizacijom postao LVII. korpus, te je istim Frommel zapovijedao sve do travnja 1918. kada je stavljen na raspolaganje Glavnom stožeru.
Frommel do kraja rata nije dobio novo zapovjedništvo. Preminuo je 12. srpnja 1921. godine u 64. godini života.

## Vanjske poveznice
(eng.) Rudolf von Frommel na stranici Prussianmachine.com

(njem.) Rudolf von Frommel na stranici Deutschland14-18.de  Arhivirana inačica izvorne stranice od 4. ožujka 2016. (Wayback Machine)